# Brandsen
Pour le partido, voir Brandsen (partido).
Brandsen est le chef-lieu de la partido de Brandsen dans la province de Buenos Aires en Argentine.
La population était de 16 732 habitants en 2001.
Son nom vient du colonel Federico de Brandsen (en) (1785-1827).